# Lunenburg County (Virginia)
Lunenburg County ist ein County im Bundesstaat Virginia der Vereinigten Staaten. Im Jahr 2020 hatte das County 11.936 Einwohner und eine Bevölkerungsdichte von 10,7 Einwohnern pro Quadratkilometer. Der Verwaltungssitz (County Seat) ist Lunenburg. Das County gehört zu den Dry Countys, was bedeutet, dass der Verkauf von Alkohol eingeschränkt oder verboten ist.

## Geographie
Lunenburg County liegt im Süden von Virginia und hat eine Fläche von 1120 Quadratkilometer, wovon zwei Quadratkilometer Wasserfläche sind. Es grenzt im Uhrzeigersinn an folgende Countys: Nottoway County, Brunswick County, Mecklenburg County, Charlotte County und Prince Edward County.

## Geschichte
Gebildet wurde es 1746 aus Teilen des Brunswick County. Benannt wurde es nach dem Herzogtum Braunschweig-Lüneburg in Deutschland, da einige der britischen Könige aus dem Haus Hannover stammten und den Titel Duke of Brunswick-Lunenburg trugen.

## Demografische Daten

Alterspyramide des Lunenburg County

Nach der Volkszählung im Jahr 2000 lebten im Lunenburg County 13.146 Menschen. Davon wohnten 1.191 Personen in Sammelunterkünften, die anderen Einwohner lebten in 4.998 Haushalten und 3.383 Familien. Die Bevölkerungsdichte betrug 12 Einwohner pro Quadratkilometer. Ethnisch betrachtet setzte sich die Bevölkerung aus 59,12 Prozent Weißen, 38,58 Prozent Afroamerikanern, 0,16 Prozent amerikanischen Ureinwohnern, 0,21 Prozent Asiaten, 0,05 Prozent Bewohnern aus dem pazifischen Inselraum und 0,75 Prozent aus anderen ethnischen Gruppen zusammen. 1,14 Prozent stammten von zwei oder mehr ethnischen Gruppen ab. 1,79 Prozent der Bevölkerung waren spanischer oder lateinamerikanischer Abstammung.
Von den 4.998 Haushalten hatten 27,3 Prozent Kinder und Jugendliche unter 18 Jahre, die bei ihnen lebten. 49,5 Prozent waren verheiratete, zusammenlebende Paare, 13,3 Prozent waren allein erziehende Mütter, 32,3 Prozent waren keine Familien, 28,7 Prozent waren Singlehaushalte und in 14,7 Prozent lebten Menschen im Alter von 65 Jahren oder darüber. Die Durchschnittshaushaltsgröße betrug 2,39 und die durchschnittliche Familiengröße lag bei 2,91 Personen.
Auf das gesamte County bezogen setzte sich die Bevölkerung zusammen aus 21,3 Prozent Einwohnern unter 18 Jahren, 8,0 Prozent zwischen 18 und 24 Jahren, 28,1 Prozent zwischen 25 und 44 Jahren, 25,8 Prozent zwischen 45 und 64 Jahren und 16,8 Prozent waren 65 Jahre alt oder darüber. Das Durchschnittsalter betrug 40 Jahre. Auf 100 weibliche Personen kamen 113,8 männliche Personen. Auf 100 Frauen im Alter von 18 Jahren oder darüber kamen statistisch 115,7 Männer.

Das jährliche Durchschnittseinkommen eines Haushalts betrug 27.899 USD, das Durchschnittseinkommen der Familien betrug 34.302 USD. Männer hatten ein Durchschnittseinkommen von 26.496 USD, Frauen 20.237 USD. Das Prokopfeinkommen betrug 14.951 USD. 14,9 Prozent der Familien und 20,0 Prozent der Bevölkerung lebten unterhalb der Armutsgrenze. Darunter waren 27,3 Prozent der Kinder und Jugendlichen unter 18 Jahren und 22,8 Prozent der Einwohner im Alter ab 65 Jahren.

## Städte
Kenbridge, Victoria

## Gemeinden
(ohne kommunale Selbstverwaltung): Lunenburg, Meherrin, Fort Mitchell